# NGC 4227
NGC 4227 (другие обозначения — UGC 7296, MCG 6-27-43, ZWG 187.33, PGC 39329) — линзовидная галактика (морфологический тип по Вокулёру SB0-a)  в созвездии Гончих Псов. Открыта Уильямом Гершелем в 1786 году.
В 2021 году в галактике наблюдался кандидат в сверхновые.
Этот объект входит в число перечисленных в оригинальной редакции «Нового общего каталога».
NGC 4227, вероятно, образует физическую пару с NGC 4229, расположенной на северо-северо-востоке в 2,5 угловых минутах. На фотографиях видна наклонённая к лучу зрения линзовидная галактика, возможно, с перемычкой, с ярким ядром в диске, окруженном очень слабой внешней оболочкой. Визуально при наблюдениях в любительский телескоп пара галактик довольно слабая, причем NGC 4227 немного больше, ярче и отчётливее. Это слегка овальное пятно света, с широкой яркой областью в середине и несколько размытыми краями. Радиальная скорость: 6462 км/с. Расстояние: 289 млн световых лет. Диаметр: 126 тыс. световых лет.